# Auguste de Marmont
Auguste Frédéric Louis Viesse de Marmont (Châtillon-sur-Seine, 20 juli 1774 – Venetië, 2 maart 1852) was een Frans generaal, als duc de l'Empire en 1e hertog van Ragusa. In Nederland werd Marmont bekend door zijn bouw van de Pyramide van Austerlitz in de bossen bij Zeist.

## Biografie
Afkomstig uit de lagere adel, verliet Marmont de artillerieschool in Chalons in 1792. Na de aandacht van Napoleon te hebben getrokken bij het Beleg van Toulon in 1793, vergezelde hij Napoleon in 1798 op diens tocht naar Egypte. Hij steunde Napoleon bij diens coup in 1799. Na de Slag bij Marengo in 1800 werd Marmont bevorderd tot generaal-majoor. In juli 1806 werd Marmont generaal gouverneur van Dalmatië. Van hieruit annexeerde hij Ragusa. In 1808, na gevechten met de Russen, werd hij hertog van Ragusa en ontving hij de maarschalksstaf. In 1814 was Marmont verantwoordelijk voor de verdediging van Parijs.

## Pyramide van Austerlitz
Tijdens een verblijf van Marmont in Nederland in 1804 waren zijn troepen gelegerd op de heide bij Zeist. Hier liet hij, om zijn soldaten bezig te houden, van aarde een piramide bouwen ter ere van Napoleon. De piramide heette aanvankelijk Marmontberg. Na de Slag bij Austerlitz kreeg ze in 1806, ondanks protesten van Marmont, de naam Pyramide van Austerlitz.
Louis Alexandre Berthier · Joachim Murat · Bon Adrien Jeannot de Moncey · Jean-Baptiste Jourdan · André Masséna · Pierre François Charles Augereau · Jean-Baptiste Bernadotte · Guillaume Brune · Nicolas Jean-de-Dieu Soult · Jean Lannes · Édouard Adolphe Casimir Joseph Mortier · Michel Ney · Louis Nicolas Davout · Jean-Baptiste Bessières · François Christophe Kellermann · François Joseph Lefebvre · Dominique-Catherine de Pérignon · Jean-Mathieu-Philibert Sérurier · Claude Victor-Perrin · Étienne Jacques Joseph Macdonald · Nicolas Charles Oudinot · Auguste de Marmont · Louis Gabriel Suchet · Laurent de Gouvion Saint-Cyr · Józef Poniatowski · Emmanuel de Grouchy
- Bibsys: 98039409
- Biblioteca Nacional de España: XX1480662
- Bibliothèque nationale de France: cb12172198c (data)
- Biografisch Portaal: 01325935
- Catàleg d'autoritats de noms i títols de Catalunya: 981058509885606706
- Digitale Bibliotheek voor de Nederlandse Letteren: marm002
- Gemeinsame Normdatei: 119465744
- International Standard Name Identifier: 0000 0001 1129 8656
- Library of Congress Control Number: no98067000
- Base Léonore: LH//2698/97
- Bibliotheek van het Japanse parlement: 00769820
- Nationale Bibliotheek van Tsjechië: jx20100322012
- Nationale bibliotheek van Australië: 36012722
- Nationale Bibliotheek van Israël: 987007308582005171
- Nationale Bibliotheek van Polen: a0000001193840
- Nationale en Universitaire bibliotheek Zagreb: 000055579
- Nederlandse Thesaurus van Auteursnamen: 073275875
- Réseau des bibliothèques de Suisse occidentale: 02-A012401021
- Istituto Centrale per il Catalogo Unico: CUBV099697
- LIBRIS: 326258
- SNAC: w62p9rrq
- Système universitaire de documentation: 030270456
- Trove: 1185304
- Virtual International Authority File: 7431790
- WorldCat: E39PBJd8gDtkKGQfDXMbkvwwG3